# Железничка станица Уније у Винипегу
Железничка станица Уније у Винипегу највећа је међуградска железничка станица у покрајини Манитоба, Канада. Изграђена у стилу „лепих уметности” и свечано отворена 1911. године, ова импозантна грађевина лоцирана у Форксу, једном од централних квартова Винипег, због архитектонског, културног и историјског значаја проглашена је 1976. године за Национално и историјско добро Канаде.
Изградња железничке станице Уније настала је као резултат договора и уједињења до тада супротстваљене три железничке компаније и Доминионске владе. Овај партнерски однос прекинуо је монопол у железничком саобраћају који је у у том периоду у Манитоби држала Канадска пацифичка железница. Значај овог договора за све три железничке компаније огледа се и уњеном имену - Железничка станица Уније (енгл. Union Station).

## Историјат
У касним 1800.тим годинама канадска влада започела је да активно промовише имиграцију, масовно насељавање градова и изградњу и развој железничког саобраћаја преко прерије. Винипег је почетком 19. века постао познат као „Капија канадског Запада“, у коме је Канадска влада 1872. године подигла два имиграциона објекта у Форксу, за смештај имиграната. У сваком од њих, било је услова за смештај 400 до 500 људи. Оба објекта била су намењен за краткорочне боравке не више од недељу дана. Због бројних недостатака, и пренатрпаности у периоду од 1870. до 1880. године ови имиграционим објекти постали су злогласни по своје лошим условима живота и све већем броју алкохоличара и проститутки. Бараке су уклоњене и на том месту почела је изградње железничке инфраструктуре, три конкурентске железничке компаније, у касним 1880-им годинама, која се завршила изградњом савремене Станице уједињења почетком 19. века.
Развој железничког саобраћаја преко прерије канадског Запада, створила је и конкуренција између три главне железничке компаније у Канади, у периоду између касних 1890-тих и Првог светског рата што је резултовало изградњом стотина железничких станица широм канадског Запада. Станице које су у почетку, биле, место где је железница могла да прода и пружи своје услуге све бројнијим путницима, временом су постале и важни терминали за испоруку житарица (произведених у канадској прерији), које су пролазиле кроз станичне силосе жита пре утовара у вагоне. Поштанске пошиљке, увозни производи, текстил, кафа, чај, намештај и друге потрепштине пре него што би завршили на полицама пошта или продавница, пролазиле су кроз складишта железничких станица. Пошта и храна долазила је и одлазили железницом, понекад три или четири пута дневно. Долазеће и одлазеће телеграфске поруке прво су транскрибоване и потом слане или примене од стране службеника железничких станица, а тек касније у поштама. Укратко, скоро да није било облика живота у руралним заједницама Манитобе који није био на неки начин повезан са локалном железничком станицом и њиховим службеницима. 
Тако се за железничке станице с караја 19. и у првој половини 20. века може рећи да оне нису биле само економско, него и друштвено, а често и социјално средиште бројних активности у већини руралних градова канадског Запада. 
Ране урбанистичке планове у већим градовима Манитобе и вежим сеоским насељима предлагао је геометар Кандске пацифичке железнице Сандфорд Флеминг, који иако их никад није спроводио у дело, према садашњим сазнања он је видно утицао на то да железничка станица у већини случајева буде у централном фокус урбанистичких планова готово свих насеља кроз која је пролазила пруга. Тако су многе железничке станице у Манитоби изграђене у централним деловима насеља-градова на раскрници „Главне улице” и железничке пруге.
Железничке станице у рураној и слабо насељеној покрајини Манитоба, одиграле су важну улогу и за долазак и прихват све већег броја досељеника. У том контексту станица је имала важну улогу као први физички доказ, о обележјима заједнице у коју они долазе. Импресивни архитектонски изглед станица тербало је, да код новопристиглих путника - уплашених имигранта (након путовања кроз непрегледну и једноличну прерију), створи утисак сигурности и умањи забринутост за услове живота у новој средини. Према Арчију Ворену, локалном историчару Манитобе...поред осталог, службеници железничких станице имали су одређену друштвену одговорност за прихват и сналажење нових досељенике.
Имајући у виду све наведено не изненађује закључак социолога, да је изглед станичних зграда, поред „осећај важности”, често преносио и осећај гостопримства, благостања и доброте. И мада је најчешће постојала жеља да се кроз дизајн железничке станице створи, облик грађанског поноса, већина железничких станице у западној Канади изграђено је не према жељама локалних управа, већ у складу са различитим стандардима, тј. величини и значају града што је и диктирало - који дизајн станице ће бити примењен. 
У градовим где је већ успостављена велика заједница, као нпр у Селкирку или Винипегу, од железнице се очекивало да изгради железничку станице импозантне величине и у њој обезбеди адекватну услугу ка великим пространствима канадског Запада. Тако је у Винипегу као највећој заједници у покрајини Манитоба, настала велелпна железничка станица импозантних размера, изгледа и примењених материјала за изградњу, украшавање и опремање.

### Услови у којима је настала станица
Железничка станица Уније изграђена је у најстаријем делу Винипега Форксу, који је више од једног века средишње подручје железничких активности. Све је почело током 1888. године, када је Северна Пацифичка и Железница Манитобе основала терминал у Форксу, што је довело до масовнијег прилива досељеника возом. Изградњом Станица уједињења 1911. године, Форкс је постао недоступан за већину људи, јер су на хиљаде метара железничких шина и терминала и бројна складишта и штале за коње изграђене на овом простору с краја 19. века, протерала стамбену и другу инфраструктуру. 
Када је 1901. године Канадска северна железница (енгл. Canadian Northern Railway (CNoR)), ступила у партнерске односе са Великом пацифичком железницом енгл. Grand Trunk Pacific Railway (GTPR)), новооснована компанија је узурпирала преостали простор, и на њему је још више интензивирана изградња саобраћајних и трговачких објекта, међу којима је била и железничка станица Уније чија је изградња започела 1908. године.
Садашња објекат станице саграђен је у Форксу у периоду између 1908. и 1911. године, Први воз ушао је у станицу 7. августа 1911. године, а званично отварање обављено је следеће године, 24. јуна 1912, након што је постигнут договор да терминале и објекате станице могу да користе све три конкуренстке и сукобљене железничке компаније; Канадске северна железнице, Национална трансконтинентална железнице и Велика магистрална пацифичка железница.

## Положај и намена
Железничка станица Уније, са пратећим терминалима изграђена је у првој деценији 20. века, на раскрсници Главне улице (енгл. Main Street) и Броадвеј авеније (енгл. Broadway Avenue) у центру Виннипега. Данашња зграда станице намењена је за путнички саобраћај, музеј железнице, комерцијални и пословни простор мешовите намене. Станица се Формално састоји од главне зграде, укључујући и путничку чекаоницу, железничких перона, железничке радионице и складишта.
Када је у 21. веку железнички саобраћај у Канади драстично опао, железничка станица Уније, је већи део дана празна и без путника. У последњих неколико година много објекта претворено су у пословни простор, а сама зграда са делом перона, мада и даље служи као железничке станице компаније „ВИА Пруге Канаде” (енгл. VIA Rail Canada), претворена је у Музеј железнице у Винипегу (енгл. Winnipeg Railway Museum), са артефакатима, изложеним на простору од око 3.500 m², и првом и другом колосеку станице.

## Ревитализација Форкса и уклањањање колосека и станичних објекта у окружњењу железничка станице Уније
Како се технологија превоза значајно променила, железнички терминали и други пратећи објекти и складишта намњени железници у окружењу Станице уједињења постали су сувишни. То је била прилика да се улагањем, око 3,5 милиона канадских долара, изврши ревитализација локалитета Форкс и његов простор оплемени другим, културним и туристичким, садржајима. Тако се с краја 20. и с почетка 21. века, на простору Форкса и Станица уједињења главна активност одвијала на станичним колосецима и у објектима Канадске националне железнице.
Споразумом из 1986. године донета је одлука да се Форкс претвори у место од националног и историјскиог значаја за Винипег, Манитобу и Канаду. Локалитет је исте године предат у власништво и на управљаље Парковима Канаде (новооснованој Агенцији у Одељењу за животну средину). Задатак Агенције био је да овај локалитет, од националног и историјског значаја:
...штити и представља његово природно и културно наслеђе од посебног националног значаја за Канаду, и подстиче јавност на разумевање, уважавање и уживање овог простора на начине који обезбеђује његов еколошки и комеморативни интегритет за садашње и будуће генерације
Иницијатива која је покренута са три нивоа; од стране градске управе Винипега, покрајинске владе Манитобе и Кандске владе, подржана је финансијским средствима, уз помоћ којих је Форкс већим делом одузет од железнице обновљен и поново постао доступан за јавну употребу. 
После низа студија изводљивости и јавних консултација, 1987. године основана је Корпорација за обнову Форкса, од стране Владе Канаде, Манитобе и Града Винипег са задатком да створе: 
... посебане и различите просторе, за целогодишње окупљање и рекреативна активности на раскрсници Црвене и Асинбион реке, кроз приступ различито намењеним садржајима, укључујући рекреативне, историјске, културне, стамбене и институционалне који подржавају и њихову комерцијалну употребу.
Године 1988: споразум који је потписан са канадском националном железницом (енгл. Canadian National Railway), она је предала већину свог земљишта на Форксу у замену за готовину и пословне зграда у Ванкуверу, што је отворило пут ка запоседању и изградњи и ревитализацији железничких објеката на Форксу у друге садржаје.
У лето 1989. године Форкс је под називом енгл. The Forks National Historic Site of Canada званично отворен. Од тог времена он је прерастао у духовни центар града Винипега, а железничка станица Уније, као његов саставни део, јединствен музеј железнице на који су његови грађани данас изузетно поносни. 

## Опис
Станичну зграду дизајнирали су Whitney Warren (1864–1943) и Charles Wetmore (1866–1941), власници архитектонске фирме Warren and Wetmore из Њујорка, који су пројектовали и Велику централну станицу у Њујорку (енгл. Grand Central Terminal in New York City). Зграду су пројектовали у неокалсичном архитектонском стилу „Лепих уметности” (фр. Beaux Arts)а. За изградњу коришћен је Тиндал кречњак, са видљивим фосилним остацима, из локални каменолома лоцираног на око 40 km од Винипега. У моменту изградње Станица уједињењења била је једна од највећих железничких станица на канадском Западу.
У зграду дугачку 110 m, површине 23.000 м², улази са кроз асиметрично постављени главни улаз из „Главне улице”, непосредно у близини раскрснице Главне улице и Бродвеј авеније. Улаз у станичну зграду делује импозантно са надстрешницом и стубовима који је придржавају од челилних елемената и великим стакленим површинама уоквиреним челичном конструкцијом, и четири камена стуба са славолуком израђеним од белог кречњака. Након краћег узаног улазног дела, унутрашњост се шири у велики централни хол, који је наткриљен гвозденом куполом, ротондом, која је требало да импресионира хиљаде имиграната и посетиоца Винипег, „алудирајући на чуда која их чекају иза гвоздених врата станице”.

## Ревитализација станице
Током 2011. године, железница је је уложила 3 милиона долара за ревитализацију станичне инфраструктуре, која се пре свега огледала у санцији крова и побољшању енергетске ефикасности.
Након реновирања потрошња гаса у згради смањена је за 82%, електричне енергије за 25% и воде за 2 милиона галона годишње, у односу на 1990. годину. Овим захватом трошкови грејања, 23.000 м² зграде смањени су на 67 центи по квадратном метру/годишње што је знатно испод захтеваог ниво од $ 1 по квадратном метру/годишње за покрајину Манитоба.
Након ревитализације зграда је добила највишу награду BOMA 2012 за очување животне средине. Since the environmental upgrades, the building has won the BOMA 2012 Earth Award for Multi-Use Building.